# Mennica w Gubinie
Mennica w Gubinie – mennica, której początki datuje się na drugą połowę XIII wieku. Szczyt jej działalności przypadł na okres nowożytny, lata 1622–1623 oraz panowanie Augusta III Sasa (1751-1755), kiedy to bito monety na potrzeby sąsiedniego rynku polskiego.

## Średniowiecze
Miasto po krótkim okresie panowania Henryka Brodatego trafiło we władanie rodu Wettynów. W roku 1235 z nadania margrabiego Miśni i Marchii Wschodniej – Henryka III Dostojnego, Gubin otrzymał przywilej lokacyjny na prawie magdeburskim. Po śmierci władcy w 1288 r. na krótko obszar Łużyc odziedziczył jego wnuk Diezmann (Dytryk). To właśnie z tym władcą związane są pierwsze informacje o działalności lokalnej mennicy, a właściwie gubińskiego mistrza menniczego. Dytryk przebywając w mieście wydał dokument datowany na 20 marca 1295 r., w którym to obdarował miejscową kaplicę szpitalną Ducha Świętego czynszem w wysokości 8 grzywien. Na kwotę tę składały się m.in.: wpłaty dokonane przez Ulryka i (Pilgrima?), synów mistrza menniczego. Mimo że jednoznacznie nie zidentyfikowano monet – brakteatów, wytworzonych w tamtym czasie w Gubinie, to wydaje się prawdopodobne, że stanowiły one część skarbu znalezionego w roku 1897 w podgubińskim Starosiedlu (wówczas Starzeddel).
Mennica miejska funkcjonowała prawdopodobnie do początku XV wieku. Świadczą o tym zapiski rady miejskiej Zgorzelca (Görlitz) w których odnotowano przybycie w roku 1429 mistrza menniczego Gabriela Schirmera z Gubina.

## Okres nowożytny

### XVII wiek
Kolejny okres bicia pieniądza to wielki kryzys monetarny, tzw. Kipper i Wipper (1620-1623). Rabunkowa polityka monetarna i fiskalna w Rzeszy doprowadziła do ogromnego psucia monety i tezauryzacji lepszego pieniądza, znajdującego się jeszcze w obiegu. Dodatkowym negatywnym czynnikiem była tocząca się wówczas wojna trzydziestoletnia. W jej wyniku Łużyce w skład których wchodził Gubin, na mocy porozumienia pomiędzy cesarzem Ferdynandem II a elektorem saskim Janem Jerzym I, znalazły się w zastawie hipotecznym Saksonii. Zostało to ostatecznie potwierdzone hołdem lennym stanów łużyckich oddanym w Luckau 22 czerwca 1623 roku.
W trosce o uzupełnienie lokalnego rynku środkami płatniczymi, mieszczanie gubińscy zwrócili się do elektora z prośbą o wyrażenie zgody na rozpoczęcie produkcji fenigów, 3-krajcarówek (groszy, 1/24 talara). Dzięki przychylności lokalnego starosty Henryka Anzelma von Promnitza mieszczanie 21 sierpnia 1621 r. otrzymali prawo bicia monet. Mennica funkcjonowała do roku 1623 z przerwą w pierwszej połowie 1622 r., która to spowodowana była epidemią dżumy. Jak wynika z rachunków manufaktury, w lipcu 1622 r. pracowało w niej 16 rzemieślników (złotnicy, metalurg, mincerze i 2 uczniów). Oprócz wymienionych nominałów bito również klipy pamiątkowe o nominale 1 i 2 talarów. W jednej z odmian dodano legendę wskazującą, że wbrew przysługującej koncesji, zostały one wykonane na zamówienie dyrekcji mennicy (MINZ DIRECT) ku czci miasta. Klipy zostały przekazane rajcom miejskim. Mennica została zamknięta po wydaniu 14 grudnia 1623 r. patentu cesarskiego, tzw. „Wielkiej Kalady”. Doprowadził on do uporządkowania i usystematyzowania polityki monetarnej państwa.

### XVIII wiek
Kolejny rozdział produkcji monet w mieście nad Nysą wiąże się z rosnącymi wpływami pruskimi w Rzeczypospolitej. Okres panowania władców z dynastii Wettynów, najpierw Augusta II Mocnego, a następnie jego syna Augusta III doprowadził ostatecznie do upadku demokracji szlacheckiej. Jednym z elementów kryzysu był m.in. brak polityki monetarnej, fiskalnej i skarbowej. W czasie panowania Augusta III zerwano niemal wszystkie sejmy, przez co nie udało się przeprowadzić m.in. wielkiej reformy skarbowej w roku 1738 i monetarnej w roku 1761. Od roku 1685 Polska pozbawiona była własnej drobnej monety, co wykorzystywali władcy Prus. Zaradzić temu próbował minister królewski Henryk Brühl, który postanowił obejść zakaz produkcji na terenie Rzeczypospolitej, przenosząc ją na obszar Saksonii. Najpierw bito monety w Grünthal i Pleissenburgu, ale zbyt duża odległość od granicy, sprawiła, że ostatecznie przeniesiono ich produkcję do znajdującego się blisko granicy Gubina.
Decyzja zapadła w 1751 r. Misję budowy powierzono zaufanemu oficerowi Brühla - Friedrichowi von Stainowi. Wobec spodziewanej niechęci mieszczan, tak z uwagi na kolejne obciążenia fiskalne (jak i zwolnienia inwestycji królewskiej z lokalnych podatków) i fakt korzystania z ujęcia Nysy Łużyckiej, niezbędnej do rozrastającej się produkcji foluszy, sprawą miał się zająć pozbawiony skrupułów pułkownik, były komisarz liwerunkowy. Po dokonaniu uzgodnień z rajcami, mennica była gotowa do pracy na przełomie 1751 i 1752 r. Wcześniej, 13 lipca 1751 r. przypisano stopę menniczą, a 18 listopada dostarczono  z Drezna 94 stemple mennicze. Początkowo z jednego funta miedzi wybijano 360 szelągów albo 120 groszy, w połowie roku 1753 obniżono wartość i wybijano już 380 szelągów lub 126 groszy. Przelicznik monet jaki wówczas zastosowano był następujący: 3 szelągi na 1 grosz miedziany, 30 groszy szło na 1 złoty polski, a 506 na dukat. W okresie od września 1752 r. do lipca 1753 r. wykonano grosze z 18,5 cetnarów (około 1 tony) miedzi i szelągi z 620 cetnarów (ok. 32 ton). W trakcie działania zakładu, wielokrotnie dochodziło do konfliktów pomiędzy władzami i dyrektorem mennicy - Stainem. Spokój zapanował gdy pułkownika zastąpił Friedrich Ernst Hertel. Dzięki jednemu z produktów mennicy - medalowi pamiątkowemu z 1752 r. znany jest jej wygląd. Był to trzykondygnacyjny, murowany budynek na planie wzdłużnego prostokąta. Na parterze znajdowały się dwie bramy i siedem okien, na pierwszym piętrze bramka i siedem lukarn. Na ostatniej kondygnacji sześć lukarn. Całość zwieńczona była mansardowym dachem z dachówki znad którego widocznych było pięć kominów. Podstawowym produktem gubińskiej wytwórni były miedziane szelągi i grosze. Na awersie monet widniało popiersie władcy z imieniem w otoku, a na rewersie herb Rzeczypospolitej Obojga Narodów z wpisanym w niego herbem elektorskim.
Gubińskie szelągi charakteryzują się literami umieszczonymi w dolnej części rewersu. Ich znaczenie wielokrotnie było przedmiotem dyskusji. Wśród teorii pojawiały się takie, że były inicjałami emitentów, ew. rytowników, stanowiły system kontroli produkcji lub też w ramach tego były oznaczeniem serii. Według XIX-wiecznego numizmatyka Ignacego Zagórskiego: "631. Szeląg taki sam, jak poprzedzający różniący się tylko liczbą roku 1751 i głoską S w dolnem rozwarciu tarczy, oznaczającą kolej bicia tych szelągów". I wydaje się to najbardziej prawdopodobne. W latach 1751–1755 produkowano szelągi z następującymi literami:
- 1751 - B, D, H, S, V;
- 1752 - A, B, C, D, E, F, G, H, I, L, N, O, R, S, T, U, V (litery: C, F i T także w wariancie odwróconym);
- 1753 - A, B, C, D, F, G, H, I, J, L, N, O, P, R, S, T, V (litery: C, F, N, T także w wariancie odwróconym);
- 1754 - F, H;
- 1755 - H, R, V[7].

Ogromna ilość wyprodukowanej monety zdawkowej, jak również jej marna jakość sprawiły, że: "(...) niemal cała Polska niemi zasypana była, już ich nie rachowano kupując, co albo przedając, tylko ważono. (...) Wolał każdy biorący kilka dziesiątków złotych, przyjąć tę małą szkodę, niż się mozolić nad rachunkiem i ręce brudzić miedzią zazwyczaj smolącą".
Na przełomie 1753/1754 dyrektorem mennicy został Hertel, wcześniej kwatermistrz Regimentu Dragonów Rutowskiego. Po tym fakcie znaczna część bitych monet była oznaczona literą H. W gubińskiej wytwórni we współpracy z Hertelem pierwsze kroki stawiał wybitny niemiecki rytownik i medalier, późniejszy współpracownik mennicy warszawskiej - Johann Friedrich Stieler. Ostatecznie gubińska wytwórnia monet została zamknięta w roku 1755. Jedyną pamiątką tej działalności pozostała nazwa ulicy w niemieckim Guben, której w roku 1770 nadano miano Kupferhammerstr (miedzianego młota).
W jednym ze swoich opracowań wybitny polski numizmatyk Marian Gumowski postawił tezę, że niektóre grosze z roku 1758 były bite w Gubinie. Nie znajduje to jednak potwierdzenia w materiałach źródłowych. Po wkroczeniu do Saksonii króla pruskiego Fryderyka II Wielkiego, odwiedził on miasto 14 października 1760 r. Na nocleg wyznaczono solidny budynek miejscowej mennicy. W roku 1765 budynek wydzierżawili miejscowi kotlarze z przeznaczeniem na produkcję garnków, rondli i kotłów.